# Valeriana schachristanica
Valeriana schachristanica är en kaprifolväxtart som beskrevs av R. Kam. och B.A. Sharipova. Valeriana schachristanica ingår i släktet vänderötter, och familjen kaprifolväxter. Inga underarter finns listade i Catalogue of Life.